# تفريغ القرى الكردية من قبل تركيا

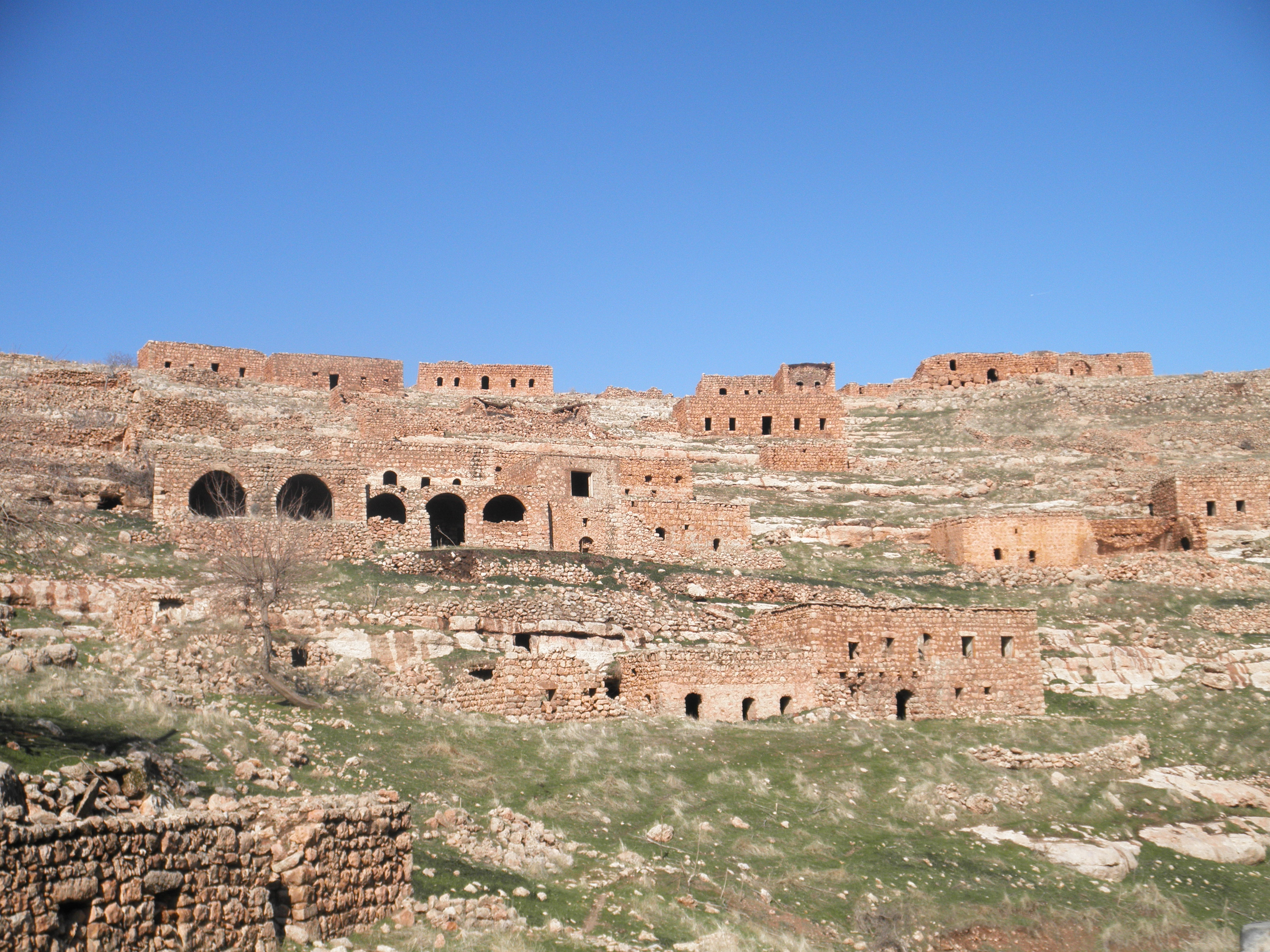
قرية كردية مهجورة؛ أولاس، في منطقة دارجيت.

يقدر عدد القرى الكردية التي فرغتها تركيا بحوالي 3,000 قرية. ومنذ عام 1984، شن الجيش التركي حملةً للقضاء على حزب العمال الكردستاني، وهي جماعة معارضة كردية متشددة. نتيجةً لذلك، وبحلول عام 2000، مات حوالي 30 ألف شخص، وطرد مليونا لاجئ كردي من منازلهم إلى مدن الصفيح المكتظة بالمدن.

## الخلفية
حتى سبعينيات القرن الماضي، كان حوالي 70% من السكان الأكراد في كردستان التركية يسكنون واحدة من حوالي 20 ألف قرية كردية. ولكن بحلول عام 1985، كان 58% فقط من السكان يعيشون في المناطق الريفية، وقد تم إخلاء الكثير من الريف في المناطق المأهولة بالسكان الكردية من قبل الحكومة التركية، مع انتقال المدنيين الأكراد إلى المراكز المحلية مثل ديار بكر ووان، وشرناق، وكذلك مدن غرب تركيا وحتى غرب أوروبا. كانت أسباب هجرة السكان في معظم الحالات العمليات العسكرية للدولة التركية وبدرجة أقل هجمات حزب العمال الكردستاني على القرى التي المدافعين عنها متعاونون مع الحكومة التركية. في كثير من الأحيان، كان على الأكراد أن يقرروا ما إذا كانوا سيصبحون أعضاء في حرس القرى المدعوم من الدولة، أو ترحيلهم أو قد يواجهون هجمات من حزب العمال الكردستاني. وثقت هيومن رايتس ووتش العديد من الحالات التي قام فيها الجيش التركي بإخلاء القرى بالقوة، وتدمير المنازل والمعدات لمنع عودة السكان. تم مسح ما يقدر بنحو 3000 قرية كردية في في جنوب شرق الأناضول من الخريطة تقريبًا، مما يمثل نزوح أكثر من 378 ألف شخص.

## البلدات والقرى المهجورة والمهجورة
وفقًا لمشروع القانون الإنساني، تم تدمير 2400 قرية كردية وتم إعدام 18 ألف كردي من قبل الحكومة التركية. تُقدر تقديرات أخرى عدد القرى الكردية المدمرة بأكثر من 4000 قرية. لقد بلغ عدد النازحين ما مجموعه 3 ملايين شخص (معظمهم من الأكراد).
يقسم مشروع حقوق الإنسان الكردي نزوح السكان (الإخلاء) من القرى على 5 مراحل.
- المرحلة الأولية بين 1985-1989
- مرحلة الفترة المركزية خلال 1990-1991
- مرحلة الإخلاء المنتظم للقرية بين 1992-1993
- مرحلة تصعيد اخلاء القرية عام 1994
- بين عامي 1995-2001 تم إخلاء المزيد من القرى الأخرى من القرى

يقدر عدد النازحين داخليًا حتى عام 2009 بنحو مليون شخص.

## التعويض الحكومي
ذكر مركز مراقبة النزوح الداخلي في عام 2009 أن الحكومة التركية اتخذت خطوات «ملحوظة» لمعالجة وضع النزوح الداخلي، من ضمنها التكليف بإجراء مسح وطني حول عدد وظروف النازحين داخليًا، وصياغة إستراتيجية وطنية للنازحين داخليا؛ اعتماد قانون بشأن التعويض ووضع خطة عمل تجريبية شاملة في محافظة وان و13 محافظة أخرى في الجنوب الشرقي لمعالجة حالات النزوح الريفية والحضرية.

## روابط خارجية
- سمع الأكراد أخيرًا: أحرقت تركيا قرانا
- الدفاع عن حقوق الإنسان